# Simone Simoni
Simone Simoni (Patrica, 24 dicembre 1880 – Roma, 24 marzo 1944) è stato un generale italiano, generale di divisione del Regio Esercito, durante la seconda guerra mondiale fu tra i membri del Fronte Militare Clandestino. Arrestato, fu vittima dell'eccidio delle Fosse Ardeatine. Insignito della medaglia d'oro al valor militare alla memoria.

## Biografia
Intrapresa la carriera militare come ufficiale nel Regio Esercito a partire dal 1904, combatté durante la campagna di Libia.
Alla fine del 1908, con il grado di tenente, si recò a Reggio Calabria, gravemente colpita dal terremoto di Messina, ove rintracciò personalmente sotto le macerie i resti della fidanzata. 
Più tardi si sposò e, trasferita la propria residenza a Roma, ebbe quattro figli.
Successivamente, durante la prima guerra mondiale, si distinse nel proprio ruolo di comando in diversi episodi e anche durante la battaglia di Caporetto, malgrado la grave sconfitta inflitta dalle Potenze centrali alle truppe italiane. Caduto prigioniero delle truppe germaniche, trascorse circa due anni internato in campo di concentramento tedesco.
Al termine del conflitto, decorato con quattro medaglie d'argento e due di bronzo al valore militare, per le gravi ferite riportate in combattimento fu riconosciuto "grande invalido".
Il 24 febbraio 1923, con il grado di maggiore, partecipò assieme ad altri decorati della Grande guerra alla fondazione dell'Istituto del Nastro Azzurro (inizialmente denominato "Legione Azzurra"), che si proponeva di raccogliere come propri soci esclusivamente decorati al valor militare in un'ottica nazionalista che vedeva il grande conflitto come compimento del Risorgimento italiano. La fondazione avvenne a Roma durante una riunione presieduta dal generale Pirzio Biroli cui presero parte come soci fondatori dieci decorati, tra i quali Acerbo, Balbo, Casagrande, De Vecchi, Guzzoni e lo stesso Simoni.
Nel 1932 venne collocato nella riserva con il grado di generale di divisione. 
Passò quindi a dirigere, come presidente, una società commerciale con sede a Roma. 
Il figlio primogenito, Gastone Simoni, che aveva intrapreso la carriera militare come capitano di cavalleria, inquadrato nella Divisione Folgore, cadde nell'ottobre 1942 durante la seconda battaglia di El Alamein e fu decorato con la medaglia d'oro alla memoria.
All'annuncio dell'armistizio l'8 settembre 1943 si impegnò con decisione nel tentativo di organizzare la resistenza all'occupazione di Roma da parte delle truppe naziste e, una volta che le truppe tedesche ne presero il controllo e restaurarono l'autorità locale affidandola al nascente fascismo repubblicano, aderì al Fronte Militare Clandestino guidato da Giuseppe Cordero Lanza di Montezemolo, cui diede tutto il proprio sostegno, sino ad impiegare i propri uffici della società commerciale e la propria abitazione privata come sedi clandestine del Fronte.
Denunciato da un delatore, fu sorpreso ed arrestato presso la sua abitazione da militi delle SS il 23 gennaio 1944, mentre rientrava da un'importante riunione organizzativa del Fronte tenuta all'indomani dello sbarco alleato di Anzio. 
Fu quindi rinchiuso nella prigione nazista di via Tasso, ove fu lungamente e, malgrado il grado, l'età e le invalidità, ripetutamente interrogato e torturato, nonché sottoposto a una finta fucilazione, pur senza mai rivelare ciò che ai tedeschi premeva, ossia i nomi di altri aderenti alla Resistenza ed i loro nascondigli.
Durante la prigionia riuscì ad inviare clandestinamente fuori dal carcere un foglietto con un breve messaggio cifrato che, tradotto, recitava:
due. Sono – malmenato – soffro – con – orgoglio –
il – mio – pensiero – alla – patria – e – alla –
famiglia.»
Il 24 marzo 1944 fu massacrato alle Fosse Ardeatine assieme ad altri 334 prigionieri e rastrellati.
Gli venne per questo concessa alla memoria la medaglia d'oro al valor militare.
Fu membro della Massoneria.
Alla sua memoria è dedicata presso Sora la caserma "Simone Simoni", sede del XVII Battaglione "Acqui", diversi istituti scolastici ed una via a Roma, alla Balduina, non lontano da viale delle medaglie d'Oro.